# Zierer Karussell und Fahrzeugfabrik

Logo

Zierer Karussell und Fahrzeugfabrik är ett tyskt företag som bygger åkattraktioner för nöjesparker. Företaget har bland annat byggt Lisebergbanan, Cirkusexpressen, Rabalder och Mechanica på Liseberg i Göteborg.